# Noe Itō
Pour les articles homonymes, voir Ito.
Noe Itō (伊藤 野枝, 21 janvier 1895-16 septembre 1923 à Imajuku, Fukuoka, Japon) est une anarchiste japonaise, autrice et féministe, militante notamment pour l'abolition du mariage et en faveur de l'amour libre, contre le patriarcat.

## Biographie
Elle a seize ans lorsque ses parents veulent la contraindre à un mariage arrangé mais elle s'enfuit alors avec Jun Tsuji, son ancien professeur d'anglais, poète libertaire, dont elle est amoureuse et avec qui elle aura deux fils en 1914 et 1915.
Elle manifeste très tôt des talents d'écriture et d'engagement partisan.
De 1911 à 1916, Noe Itō fait partie de la Société des bas-bleus (Seitō-sha). Ce groupe, fondé, par des militantes féministes, a initialement pour but la promotion de la littérature féminine, mais traite aussi des problèmes sociaux touchant les femmes et les discriminations sexistes. Durant cette période, la Société des bas-bleus publie le journal Seitô (Bas-Bleu), d'inspiration féministe libertaire.
À partir de janvier 1915, c'est Noe Itō qui produit presque seule la revue. Elle impulse alors une ligne résolument orientée vers les sujets de société et les problèmes liés à la place des femmes dans la société japonaise : avortement, amour libre, mariage contraint et prostitution sont abordés. Mais bientôt, les autres membres de Seitō-sha, trouvant la démarche trop audacieuse, se détournent. Dès lors, esseulée puis débordée, Noe Itō doit mettre fin à la parution de Seitō, en février 1916.
Elle vit à partir de 1916 avec Sakae Osugi (1885-1923).
Elle traduit l'ouvrage de Emma Goldman, Anarchisme et autres essais, en japonais.
Lorsque l'organisation féministe et socialiste la Sekirankai (赤瀾会, Société de la vague rouge), est fondée en avril 1921 par des anarchistes, Noe Itō est approchée pour en devenir « conseillère » aux côtés de Yamakawa Kikue. Noe Itō donne ainsi des conférences sur la question féministe pour la Sekirankai, jusqu'à la disparition de cette association du fait de la répression.
En 1923, après le séisme de 1923 de Kantō causant la mort de plus de 100 000 personnes, une terreur politique se met en place en direction des ouvriers et des révolutionnaires japonais. La police militaire arrête 1300 militants de gauche, en particulier anarchistes et communistes, Noe Itō en fait partie. Le 16 septembre 1923, Noe, Sakae et leur neveu de 7 ans sont arrêtés, torturés, puis sommairement exécutés par le lieutenant Amakasu au sein du commissariat de Kameido sous couvert de défense de l'État.

## Culture populaire
- Elle apparaît dans le manga Lady Snowblood de Kazuo Kamimura et Kazuo Koike.
- Le film Eros + Massacre de Yoshishige Yoshida tourne une partie de son intrigue autour de la relation d'Itô Noé et de son partenaire anarchiste Sakae Ōsugi.
- Le rappeur Euphonik lui rend hommage dans sa chanson intitulée "Itô Noé".